# جوزف چواناک
جوزف چواناک (چکی: Jozef Chovanec؛ زادهٔ ۷ مارس ۱۹۶۰) مربی فوتبال اهل جمهوری چک است.

## باشگاهی
از باشگاه‌هایی که در آن بازی کرده‌است می‌توان به پی‌اس‌وی آیندهوون، اسپارتا پراگ، و اسپارتا پراگ، و اسپارتا پراگ، و تیم ملی فوتبال چکسلواکی اشاره کرد.